# Institut de recherche agricole pour le développement
L'Institut de recherche agricole pour le développement, IRAD est un établissement public à caractère scientifique et technique du Cameroun, doté de la personnalité juridique et de l’autonomie financière. Il est placé sous la tutelle technique du Ministère de la Recherche Scientifique et de l’Innovation et sous la tutelle financière du Ministère des Finances.

## Histoire
Il est créé en 1996 par fusion de l’Institut de Recherche Agricole (IRA) et de l’Institut de Recherches Zootechniques et Vétérinaires (IRZV), il est réorganisé en 2002 et en 2019.

## Missions
L’IRAD a pour mission de répondre aux préoccupations des acteurs du secteur agricole : éleveurs, agriculteurs, transformateurs des produits agricoles ou d’élevage, commerçants sur toute l’étendue du territoire du Cameroun.
Il conduit des activités de recherche visant la promotion du développement agricole dans les domaines des productions végétales, animales, halieutiques, fauniques, forestières et de l’environnement. Il a aussi la charge de mettre au point des innovations technologiques agroalimentaires et agro-industrielles. 